# Winterland

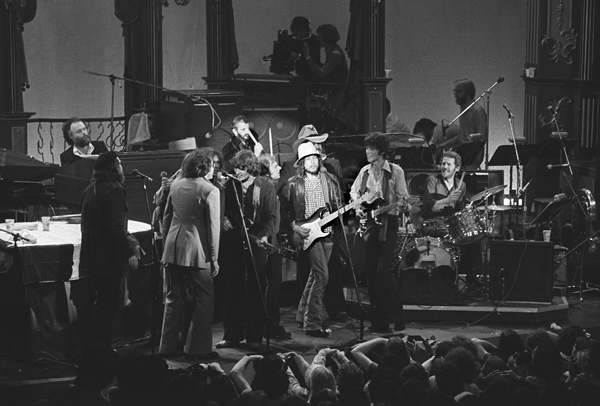
The Band mit Bob Dylan, Ringo Starr, Ronnie Hawkins, Dr. John, Neil Young, Joni Mitchell, Van Morrison und Neil Diamond während des The-Last Waltz-Konzerts am 25. November 1976 im Winterland

Der Winterland Ballroom war zwischen 1967 und 1978 ein Musiktheater in San Francisco, Kalifornien.
Das architektonisch reizlose Gebäude wurde kurz nach dem schweren Erdbeben von 1906 an der Ecke Post Street/Steiner Street errichtet. Der Saal war ursprünglich eine Eislaufhalle, hier wurden die Spiele der Ice Follies ausgetragen.
1967 übernahm Impresario Bill Graham das Winterland und baute es zu einem Musiktheater für ca. 5400 Gäste um. Das ebenfalls von Graham betriebene Fillmore-Auditorium hatte nicht mehr genügend Kapazität für seine Veranstaltungen. Im Laufe der folgenden zwölf Jahre fanden zahlreiche Konzerte damaliger Rock-Größen im Winterland Ballroom statt, u. a. spielten hier The Rolling Stones, The Who, Jimi Hendrix, Kiss, Sex Pistols, Ramones, Lynyrd Skynyrd, The Band (sie gaben hier am 25. November 1976 ihr Abschiedskonzert The Last Waltz), Bruce Springsteen und Grateful Dead, die hier 59 Konzerte gaben.
Trotz oder gerade wegen der permanenten Nutzung als Veranstaltungshalle verfiel das Gebäude stetig. 1978 wurde klar, dass eine umfangreiche Sanierung des Gebäudes für die Aufrechterhaltung des Konzertbetriebs nötig war. Daraufhin entschloss sich Graham, das Musiktheater zum Jahresende zu schließen. Am 31. Dezember 1978 fand das Abschiedskonzert statt. Es spielten The New Riders of the Purple Sage, The Blues Brothers und nach dem Jahreswechsel Grateful Dead mit John Cipollina als Gast.
1985 wurde das Gebäude abgerissen. Heute befindet sich an gleicher Stelle ein Haus mit Mietwohnungen.